# Barjaktar
Barjaktar (od tur. bayrak = srp. zastava, steg) je turcizam i sinonim je za zastavnika. Zastavnik (ili stegonoša) je cenjeni srednjovekovni vojni čin, koji se održao do danas i u Vojsci Srbije, kao podoficirski čin. Prodorom Osmanlija u Srbiju, u vojnu terminologiju ušli su turcizmi, tako da su mnogi pređašnji vojni činovi dobili turske nazive, te su i zastavnici postali „barjaktari“.
Zabeleženo je da su u srednjovekovnoj Srbiji barjaktari, tj. stegonoše, morale da budu „za pedalj“ viši od ostalih vojnika.
Barjaktari su ušli i u naše narodne običaje, kao nezaobilazni predvodnici svadbarske svite (uz njega su u čitavoj procesiji kum, dever i stari svat). Dužnost barjaktara je da nosi i maše državnom zastavom („trobojkom“), kao i da podvriskuje ili zviždi, odnosno da skreće pažnju na svadbarsku kolonu i uveseljava narod.

## Literatura
- Milan Vujaklija, Leksikon stranih reči i izraza, Prosveta, Beograd, 1980.
- Bratoljub Klaić, Rječnik stranih riječi, Nakladni zavod Matice Hrvatske, Zagreb, 1985.
- Milan T. Vuković, Narodni običaji, verovanja i poslovice kod Srba: sa kratkim pogledom u njihovu prošlost, Sazvežđa, Beograd, 2004.

## Spoljašnje veze
- Hilandar je najbolje što imamo — Sila cara Dušana